# Typhlodaphne payeni
Typhlodaphne payeni é uma espécie de gastrópode do gênero Typhlodaphne, pertencente a família Borsoniidae.